# Работническа партия на Кюрдистан
Работническа партия на Кюрдистан (известна също и със съкращението ПКК (PKK), след 2002 приела името KADEK, и от 2003 – Kongra-Gel(KGK)) е марксистко-ленинска националистическа организация, смятана за терористична от Турция и ползваща се със значително влияние сред кюрдите в кюрдските райони на Турция, Сирия, Иран, Ирак. Организацията е в списъка на терористичните организации на Турция и на някои държави от ЕС
От 1984 г. ПКК си поставя за цел да основе в териториите обитавани от кюрдско население самостоятелна кюрдска държава, която да притежава социалистически облик. Първата военна операция на организацията е проведена на 15 август 1984 г., докато към 1992 г. турското правителство оценява силите на ПКК на 8000 бойци. Голяма роля за развитието на въоръжената борба на организацията изиграва Абдула Йоджалан – Апо, който е осъден на смърт от турски военен съд, но впоследствие и след застъпничеството на редица държави присъдата му е заменена от турския президент с доживотен затвор, който той търпи. От началото на своята партизанска война през 1984 година до 2012 година, ПКК отнема живота на около 40000 души. На свой ред партизаните на ПКК и техните сподвижници сред мирното кюрдско население са подложени на жестоко отношение и репресии от турските сили за сигурност, което е и един от основните проблеми – спазването на човешките права и политическите свободи – пред евроинтеграцията на Република Турция понастоящем (в тази насока е становището както на Европейската комисия, така и на Съвета на Европа)
ПКК дефинира своята дейност като национално-демократична революция. Според идеите на организацията в кюрдските райони е налице преплитане на класовото с националното потисничество. Именно срещу тези две явления ПКК води своята борба като се стреми към свобода и право на самоопределение на кюрдския народ в собствените му земи чрез отхвърляне влиянието на чуждите държави. Освен това ПКК дълго време е разглеждала себе си като продължител на идеите на Октомврийската революция в Русия, но в последните години на практика е налице отказ от редица социалистически възгледи за сметка на националистическата кауза на кюрдския народ.
Страни, в които ПКК е забранена: Турция, Сирия, Иран, Ирак, Естония, Словения, Унгария, Полша, Литва, Латвия, Германия, Франция, Австралия, Финландия, Великобритания, Румъния, Хърватия.
Страни, в които ПКК е легална: Швейцария, Норвегия, Италия, Либия, Гърция, Русия, Кипър, Дания, Армения, ЮАР, САЩ, Израел, Швеция, България.